# Craugastor saltator
Craugastor saltator is een kikker uit de familie Craugastoridae. De soort werd voor het eerst wetenschappelijk beschreven door Edward Harrison Taylor in 1941. Oorspronkelijk werd de wetenschappelijke naam Eleutherodactylus saltator gebruikt.
De soort komt voor in delen van Midden-Amerika en leeft endemischin Mexico.